# Катон-Карагайський національний парк
Катон-Карагайський державний національний природний парк (каз. Катонқараға́й мемлекетті́к ұлтты́қ табиғи́ паркі́) — національний парк у Катон-Карагайському районі Східно-Казахстанської області в межах Центрально-Алтайської та Південно-Алтайської фізико-географічних провінцій. Територія національного парку увійшла до складу казахстанської частини Алтай-Саянського екорегіону. Утворено згідно з Постановою Уряду РК № 970 від 17 липня 2001 року. Це найбільший національний парк у Казахстані.
У 2014 році парк увійшов у список спадщини ЮНЕСКО, що особливо охороняється.

## Флора і фауна

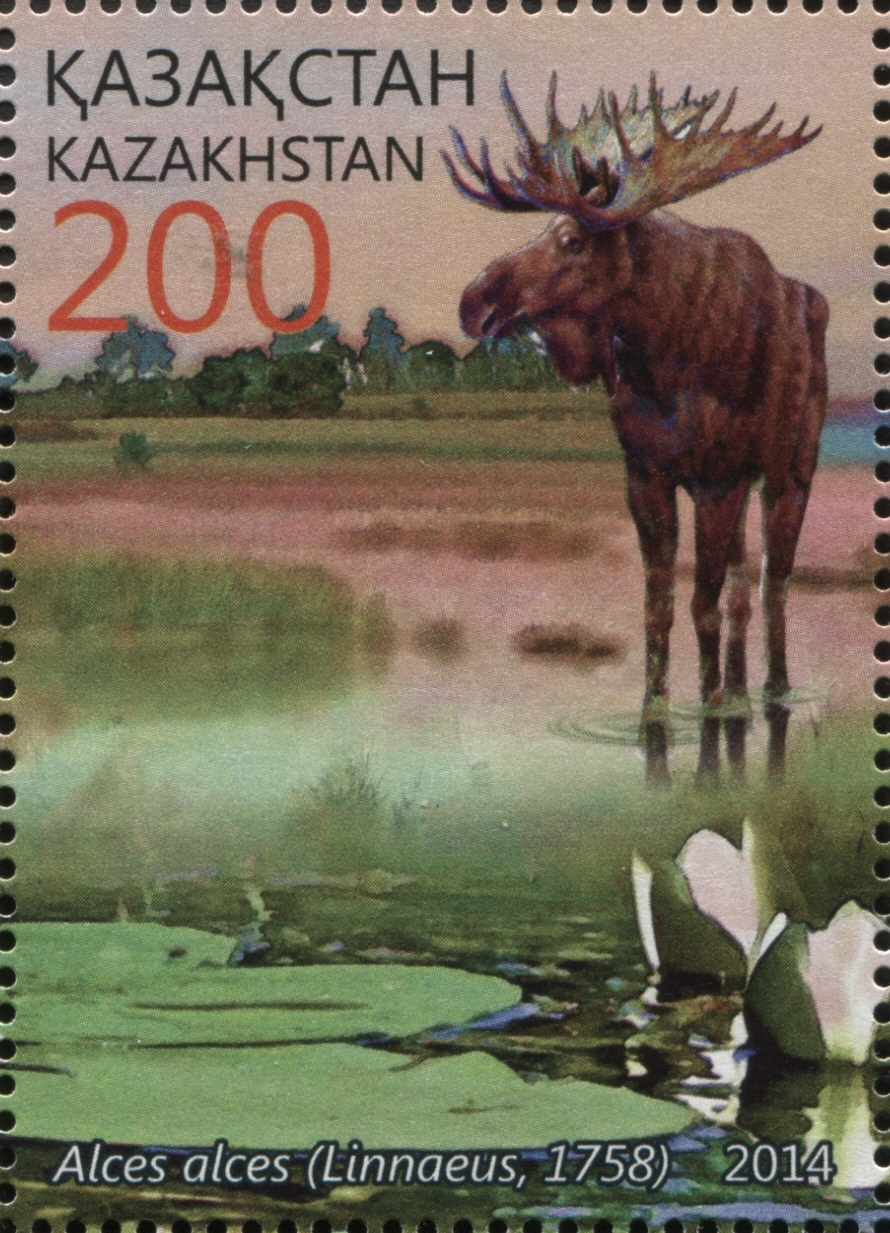
Лось Катон-Карагая

Тут зосереджена багата видова різноманітність флори та фауни та збереглися види, внесені до Червоної книги Казахстану. За попередніми даними, на території парку зростає понад 1000 видів вищих судинних рослин. 30 видів занесені до Червоної книги: це родіола рожева, рапонтикум сафлороподібний, ревінь алтайський, довгоніг сніговий, сибірка алтайська, ірис Людвіга тощо.
Ліси, які є головним надбанням парку, займають 34 % території та представлені в основному хвойними породами. Це ялина, сибірський кедр, модрина і ялиця, берези та осика, велика різноманітність чагарників та напівчагарників.
Фауна представлена 363 видами хребетних тварин: кісткових риб (6), земноводних (2), плазунів (6), птахів (284), ссавців (65). До Червоної книги занесено таймень, алтайський улар, чорний лелека, журавлі сірий і беладона, могильник, скопа, балабан, сапсан, горбоносий турпан, сніговий барс, кам'яна куниця.

## Організація

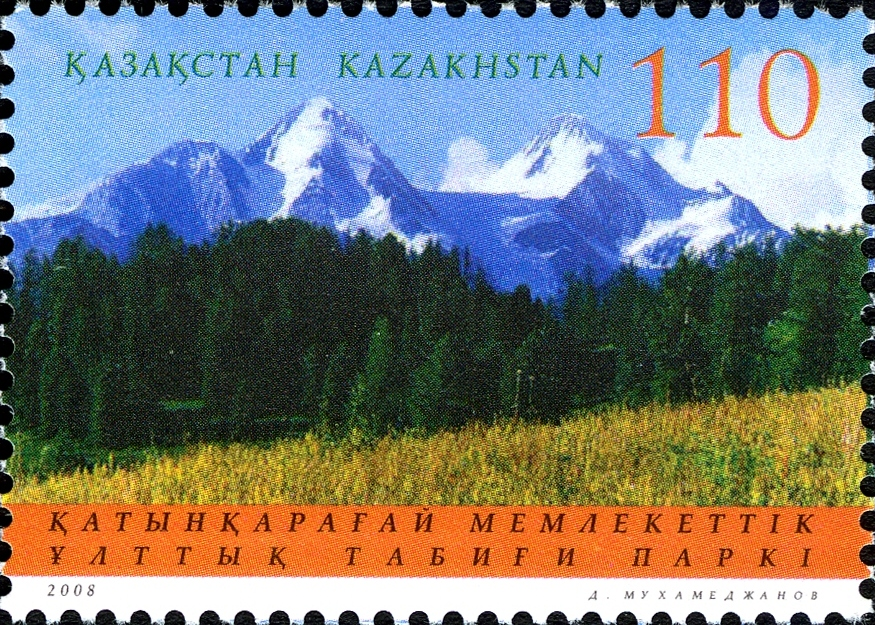
Вид на гору Бєлуха з півдня, з Катон-Карагайського природного парку

За правовим режимом охорони територія парку поділена на такі зони та підзони:
- Зона заповідного режиму — 1512,4 км² (23,5 %);
- Зона рекомендованого режиму — 4 922,4 км² (76,5 %);
  - Підзони:
    - Рекреаційне використання;
    - Обмежено-господарської діяльності;
    - Адміністративно-господарської діяльності;
    - Обслуговування відвідувачів та туристів.

Останні дві підзони розташовані на території населених пунктів, що не входять до складу національного парку. Уся територія поділена на 30 ділянок з охорони та відновлення природних комплексів.